# Général Leclerc (1948)
Pour les articles homonymes, voir Général Leclerc.
Le Général Leclerc est un cotre coquillier, construit en 1948 pour la drague des coquilles Saint-Jacques et des pétoncles en rade de Brest.
Il est désormais la propriété de l'association Lenn Vor de Plougastel-Daoulas. 
Son immatriculation est B 6768.
Général Leclerc fait l’objet d’un classement au titre objet des monuments historiques depuis le 4 août 2005.

## Histoire
Il a été construit en 1948 dans le chantier naval du charpentier de marine Auguste Tertu du Fret.
Dès la campagne de pêche de 1951-1952 il est équipé d'un moteur auxiliaire. Il fera toutes les campagnes de pêche, jusqu'en 1970, avec le même patron Pierre Kervella de Kerdeniel de Plougastel-Daoulas. 
Ce cotre coquillier a servi aussi, au long de sa carrière de pêche, au transport du goémon et du maërl. Il sera désarmé puis vendu en 1973.
Après avoir appartenu à deux propriétaires différents qui effectuèrent quelques travaux, il est racheté par l'association Lenn Vor en 1987. D'importants travaux de restauration sont réalisés jusqu'en 1988 par Alain Nicolas au chantier de la rue de Kerfautras à Brest. Après une demande de classement au monument historique obtenue en 2005, des subventions permettent de nouveaux travaux au chantier du Tinduff (port de plaisance de Plougastel-Daoulas), par Alain Nicolas, le propriétaire d'un autre ancien coquillier de 1935, la Belle Germaine.
Il participe aux différents rassemblements de vieux gréements dont les fêtes maritimes de Brest et Douarnenez. Il propose des sorties en mer pour 10 passagers.
Après une restauration, il a été remis à l'eau le 14 juillet 2015, durant la fête du port du Tinduff. Il a reçu la première invitation pour participer à Brest 2016